# デモイン川

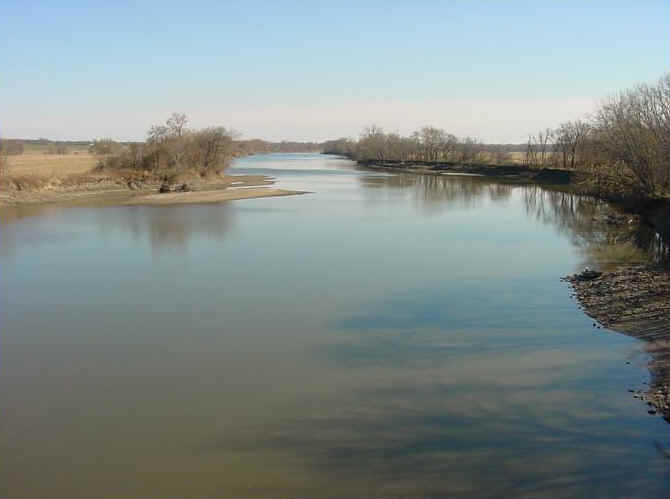
アイオワ州オタムア周辺

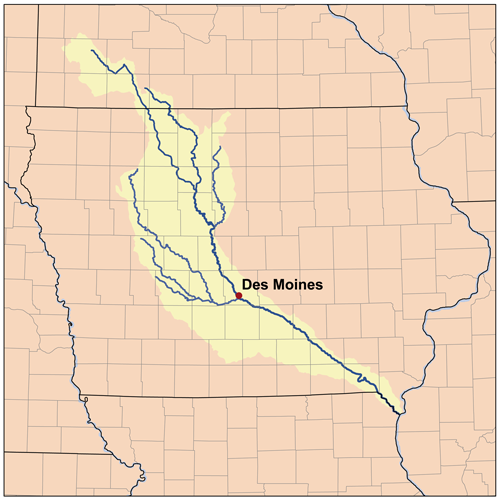
デモイン川流域

デモイン川（デモインがわ、Des Moines River）は、アメリカ合衆国のミネソタ州からアイオワ州にかけて流れる川である。ミシシッピ川の支流で河川長は845kmある。
名称の由来は諸説あり、はっきりとはしていない。「Moines」は、フランス語で修道士を意味し、英語の「Monk」に相当する。19世紀半ばまでは、河川交通も活発であった。1993年には大規模な洪水を起こしている。

## 流路
ミネソタ州のシェテック湖（Lake Shetek）に源を発する。アイオワ州中部を南へ流れ、デモイン付近からは南東に転じる。アイオワ州南東端にて、ミシシッピ川に合流する。